# Ethel Walker
Ethel Walker (Edimburgo, 9 de junio de 1861 - Londres, 2 de marzo de 1951) fue una pintora escocesa de retratos, cuadros florales, cuadros marinos y composiciones decorativas. Desde 1936, Walker fue miembro de The London Group. Su obra muestra la influencia del impresionismo, de Puvis de Chavannes, de Gauguin y el arte asiático. Walker alcanzó un éxito considerable a lo largo de su carrera, convirtiéndose en la primera mujer miembro elegida del New English Art Club en 1900. Las obras de Walker se exhibieron ampliamente durante su vida, en la Royal Academy, la Royal Society of Arts y en la Galería Lefevre. Representó a Gran Bretaña en la Bienal de Venecia cuatro veces: en 1922, 1924, 1928 y 1930. Aunque Walker proclamó que "no existe tal cosa como una mujer artista. Sólo hay dos tipos de artistas: los buenos y los malos", fue elegida Presidenta Honoraria del Club Internacional de Arte de Mujeres en 1932. Poco después de su muerte, fue objeto de una gran retrospectiva en la Tate en 1951 junto a Gwen John y Frances Hodgkins. En la actualidad, Walker es reconocida como una artista lesbiana, un hecho que los críticos han señalado como claramente evidente en su preferencia por las mujeres retratadas y los desnudos femeninos. Se ha sugerido que Walker fue una de las primeras artistas lesbianas en explorar su sexualidad abiertamente en sus obras. Aunque Walker era considerada en su época como una de las artistas británicas más importantes, su influencia disminuyó después de su muerte, quizás debido en parte a su celebración de la sexualidad femenina. Nombrada Dama Comendadora de la Orden del Imperio Británico en 1943, Walker fue una de las cuatro únicas mujeres artistas que recibieron este honor hasta 2010.

## Primeros años de vida
Walker nació el 9 de junio de 1861 en Edimburgo, hija menor de Arthur Abney Walker (un hombre de Yorkshire) y su segunda esposa, Isabella (nacida con el apellido Robertson), una escocesa. Su padre era de una familia de fundidores de hierro. Realizó sus estudios secundarios en Brondesbury, en Londres, donde recibió clases de dibujo de Hector Caffierti.
Después de la escuela secundaria, Walker asistió a la Escuela de Arte Ridley. En 1880 conoció a su compañera artista Clara Christian (1868-1906), y las dos comenzaron a vivir, trabajar y estudiar juntas. Asistió a la Escuela de Arte de Putney y visitó Madrid, donde realizó copias de obras de Velázquez. Asistió a la Escuela de Arte de Westminster en Londres, donde un artista entonces popular, Frederick Brown, era profesor. Alrededor de 1893 siguió a Brown a la Escuela de Arte Slade para continuar sus estudios. Mientras estaba en Slade, también tomó clases nocturnas de pintura con Walter Sickert. Regresaría a la Escuela Slade en 1912 y 1916 para estudiar pintura al fresco y al temple; y nuevamente en 1921 para estudiar escultura con James Havard Thomas.

## Carrera artística profesional

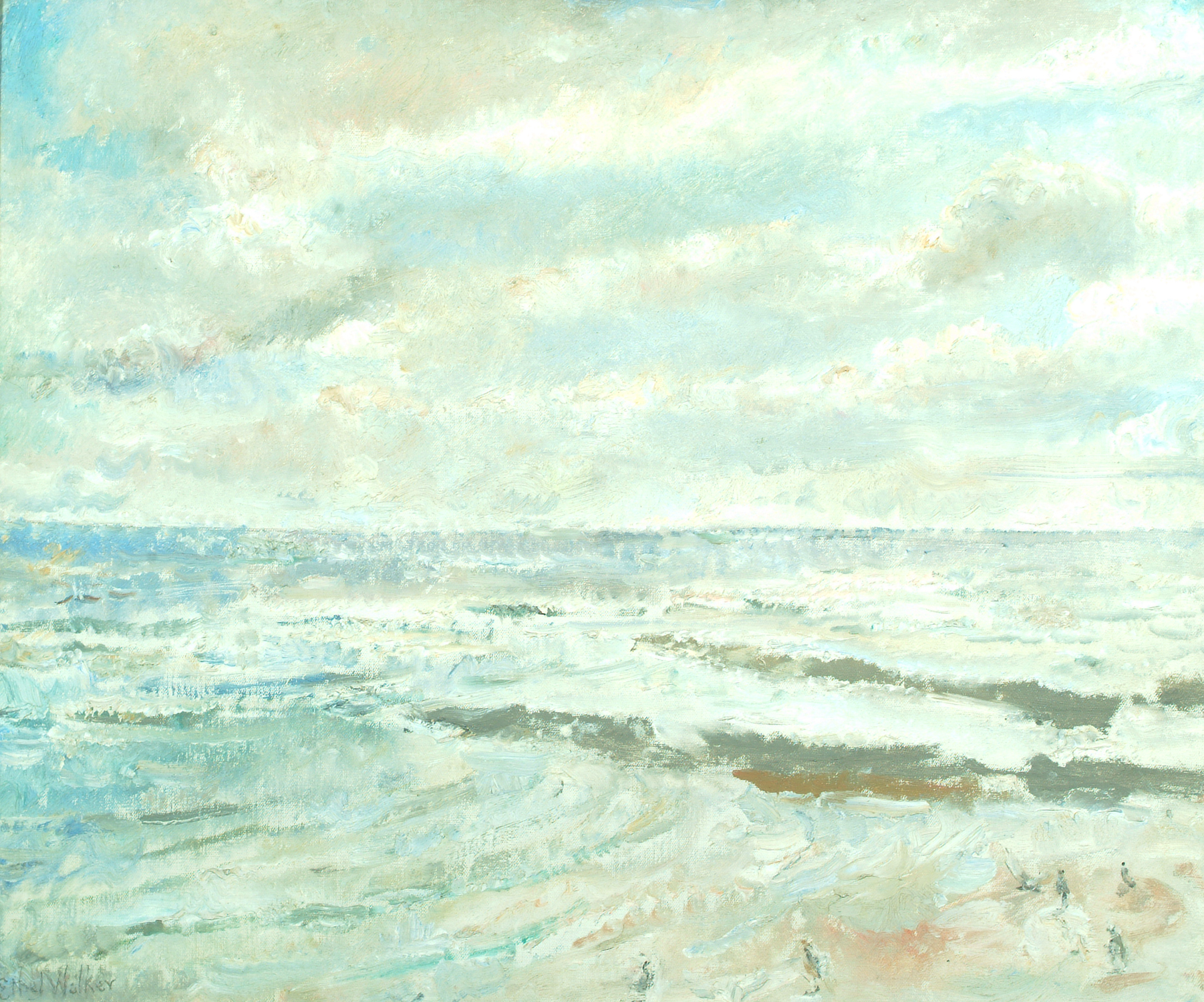
Robin Hood's Bay, Aberdeen Art Gallery

Walker produjo una gran cantidad de obras de diferentes géneros, que incluyen flores, paisajes marinos, paisajes y temas míticos. Sus influencias incluyeron el arte griego y renacentista, así como la pintura china y la filosofía taoísta. También se interesó por la forma femenina. Walker es conocida por sus retratos de la figura femenina, prestando especial atención a los detalles de la expresión de la modelo y su temperamento individual. Sus pinceladas obvias y tácticas ocultan detalles innecesarios, lo que le permitió enfatizar aspectos del estado de ánimo del momento.
Walker era una defensora de la forma femenina natural y a menudo reprendía públicamente a otras mujeres por usar maquillaje y ropa voluminosa que ocultaba su forma. A sus modelos nunca se les permitió usar maquillaje, lápiz labial o esmalte de uñas durante las sesiones. Pintó una serie de obras que reflejaban temas mitológicos y varias obras que representaban modelos femeninas desnudas.
En una pieza, titulada Invocation, Walker utilizó 25 modelos femeninas, todas ellas escasamente vestidas o desnudas, arrodilladas alrededor de tres modelos femeninas que vestían telas transparentes. En el cuadro se representan pájaros revoloteando en el cielo. Se considera su pieza más detallada.
Las obras de Walker a lo largo de su carrera parecieron capturar el espíritu humano mientras celebraban la belleza del cuerpo femenino. El arte producido por Walker, quien murió en Londres, tuvo un impacto positivo y sugerente en el arte en su conjunto. Su arte se exhibe regularmente en exposiciones en muchas galerías, especialmente en The Gatehouse Gallery en Glasgow, Escocia. Fue elegida asociada de la Real Academia en 1940.
Como retratista, los temas de Walker variaban desde conocidos casuales hasta amigos cercanos y asociados. Walker pintó a otros artistas como Lucien Pissarro, Nicolette Macnamara y Orovida Camille Pissarro, así como a figuras de la sociedad como la política anglo-estadounidense Nancy Astor, la condesa de Strathcona, la editora de revistas y libros Joan Werner Laurie y el autor Leo Walmsley. La amistad de Walker con Astor se vio dañada después de que Walker se negó a alterar la pintura terminada según las especificaciones de Astor y declaró que Astor era una snob. En el otoño de 1933, Walker conoció a la actriz Flora Robson y al actor Charles Laughton y pintó al menos dos retratos de Robson. Fue en esta época cuando le encargó a Walker que pintara a su esposa Elsa Lanchester como Prue en Love for Love de William Congreve, en la que los tres actores actuaron en Sadler's Wells en marzo de 1934. Walker pintó a la joven Barbara Hepworth mientras ella se encontraba en Robin Hood's Bay, donde Walker poseía una cabaña con vista al mar. Walker también pintó al menos dos estudios conocidos del joven Christopher Robin Milne, uno de los cuales se sabe que estuvo colgado en el estudio de A. A. Milne, el autor de Winnie-the-Pooh.

## Vida personal

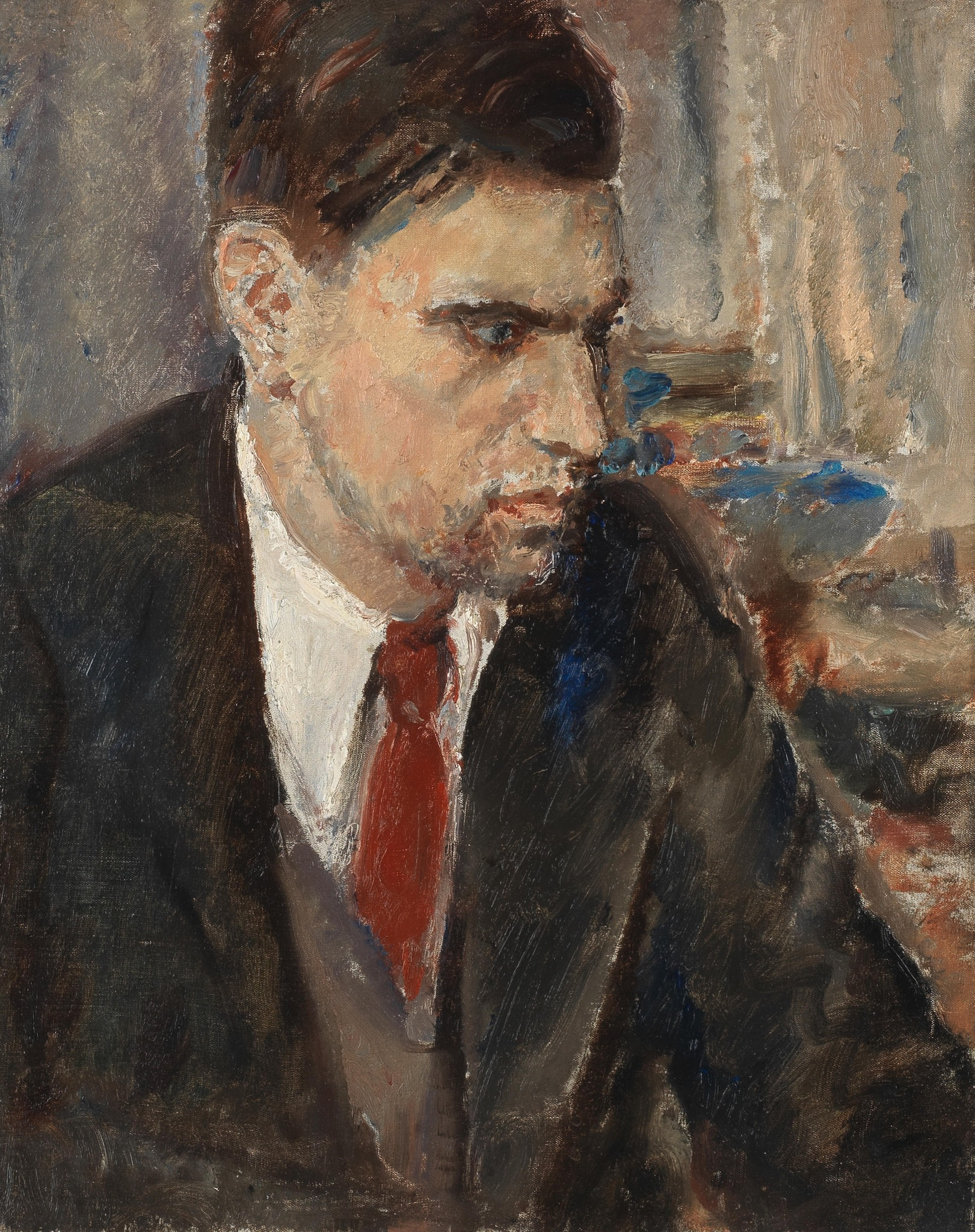
Young Man with a Red Tie. Las corbatas rojas eran un símbolo de rareza entre los hombres de la época.

Walker fue considerada una artista especialmente social, vivió durante muchos años en su estudio de Cheyne Walk, Chelsea, y participó activamente en la vida artística de la zona. El influyente novelista, escritor y crítico irlandés George Moore reconoció el talento de Walker y la introdujo al impresionismo francés cuando la conoció en París, cuando regresaba a Londres de una visita a España. Más tarde, Moore le prestó a Walker el uso de su apartamento en Victoria Street, Londres, donde pintó Angela, lo que la llevó a ser aceptada en la New English Art School. Entre los amigos de Walker se encontraba el escritor William Rothenstein, quien en marzo de 1935 honró a Walker con una cena en el Hotel Belgrave a la que asistieron unos setenta invitados, entre ellos los miembros del Grupo Bloomsbury Virginia Woolf, Duncan Grant y Vanessa Bell, junto con sus compañeros artistas Wilson Steer y Henry Tonks. Woolf recordó en su diario que «se divirtió mucho anoche en la fiesta de Ethel y lo disfruté enormemente». Walker también se había ofrecido a pintar a Woolf desnuda, como Woolf describió en una carta: 'Me va a pintar, completamente desnuda, una mujer llamada Ethel Walker que dice que soy la imagen de Lilith'. Walker pintó a Bell, la hermana de Woolf, en 1937, sentada en un interior doméstico que posiblemente sea el de Charleston Farmhouse.
El hijo de Rothenstein, el director de la Tate, John Rothenstein, consideraba a Walker la artista más vanidosa que conocía. Walker escribió en una carta instando a Rothenstein a comprar más de sus obras en nombre de la galería que "cada compra de mi trabajo fortalece y enriquece la suma de las buenas pinturas de la Tate Gallery". Walker dio lecciones a la joven Cathleen Mann, a quien siguió influyendo hasta que Mann se matriculó en la Escuela Slade de Bellas Artes. Las dos mujeres solían exponer juntas en exposiciones colectivas.
Walker desaprobaba los cosméticos y era conocida por reprender a las mujeres en público debido a su maquillaje. Exigía a sus modelos que se quitaran el lápiz labial y el esmalte de uñas antes de entrar a su estudio. Una amiga recordaba: 'Ejecutaba encargos cuando le gustaba el aspecto de las futuras modelos, pero antes de pintar a sus mujeres decía: "Quítate esa porquería de los labios" porque, siempre fiel al motivo, no podía tolerar el asalto repentino del rojo sobre un ojo tan sensible al tono'. En una entrevista con la comerciante de arte Lillian Browse, Walker afirmó: "Si te quitas esa porquería de la cara [el lápiz labial], me gustaría pintar un retrato tuyo".
A sus ochenta años, Walker se hizo amiga del artista polaco Marian Kratochwil, que había huido de la Europa ocupada y llegó sin dinero a Londres en 1947. Walker era demasiado mayor para apoyar la carrera de Kratochwil como hubiera esperado, y Kratochwil dibujó a la artista en su lecho de muerte. Tras la muerte de Walker, Kratochwil se enteró de que ella le había nombrado en secreto beneficiario de su patrimonio, que incluía los lienzos que quedaban en su estudio. Junto con su esposa Kathleen Browne, los Kratochwils donaron posteriormente muchas de estas obras a galerías, incluidas siete obras presentadas al Instituto de Arte Courtauld en 1973.

## Exposiciones
Walker expuso ampliamente durante su vida y alcanzó un reconocimiento considerable. A modo de comparación, su contemporánea Gwen John sólo apareció en una exposición importante durante su vida, junto a su destacado hermano Augustus John. Walker comenzó a exponer en la Royal Academy en 1898. A lo largo de la década de 1920, Walker fue una de las artistas que exhibió sus obras con mayor frecuencia en la Exposición de Verano anual, junto con Laura Knight y Dod Procter.
Después de que el cuadro de Walker, Angela, apareciera en una exposición del New English Art Club en 1899, se convirtió en su primera miembro femenina en 1900.
Una reseña de 1913 destacaba una calidad aparentemente excepcional de las obras de Walker: «La pintora más interesante de la presente exposición es, con diferencia, la señorita Ethel Walker [...] La señorita Walker ve y pinta con delicadeza. Tiene una idea muy clara y la expresa sin vacilar. Su obra es la más fuerte de la galería y también la más inconfundiblemente femenina».
A partir de 1930, Walker realizó muchas exposiciones en la Galería Lefevre, entre ellas: abril de 1931, marzo de 1933, enero-febrero de 1935, abril de 1939, octubre de 1942 y noviembre de 1949. Walker también expuso durante un largo período con The Redfern Gallery, incluidas exposiciones en 1932 y 1952.
En 1938, la Reina Madre, una entusiasta coleccionista de arte, compró At Sea on an October Morning de Walker por 750 libras. El interés de la Reina por Walker probablemente estuvo influenciado por su mentor artístico Jasper Ridley, cuya colección incluía varias obras de Walker.
En 1951, la Tate realizó una gran retrospectiva titulada Ethel Walker, Frances Hodgkins, Gwen John : A Memorial Exhibition, organizada por el director de la Tate, John Rothenstein, amigo de Walker. La exposición fue bien recibida por los críticos, incluido uno que escribió en The Spectator que impresionó por la importante contribución de cada artista: "Sería poco generoso intentar sopesar la importancia relativa de las tres pintoras [...] porque juntas forman la mayor parte de la contribución de las mujeres a la pintura británica en este siglo".
En 2008, las mujeres artistas constituían sólo el 10% de la colección de la Tate. De ellos, Walker es una de las pocas representadas por numerosas obras.
En 2017, la gran obra de Walker, Decoration: The Excursion of Nausicaa, se incluyó en la exposición Queer British Art 1861-1967 de la Tate Britain.
Quince pinturas de Walker fueron seleccionadas para ser exhibidas por Piano Nobile en Frieze Masters, la rama anterior al año 2000 de la reconocida Feria de Arte Frieze. Entre las obras destacadas de la exposición se encuentran Decoration: Evening (1936).